# Shanxi
Shanxi (chinesisch 山西, Pinyin Shānxīⓘ) ist eine Provinz im Norden der Volksrepublik China. Gelegentlich wird sie mit der westlichen Nachbarprovinz Shaanxi (chinesisch 陝西 / 陕西, Pinyin Shǎnxī) verwechselt, da sich die Aussprache der Namen nur im Ton der ersten Silbe unterscheidet.
Wegen ihrer Lage westlich des Taihangshan-Gebirges trägt die Provinz den Namen Shānxī, der westlich der Berge bedeutet. Die Abkürzung der Provinz lautet Jin (晉 / 晋). Jin ist der Name eines antiken chinesischen Staates, der im Gebiet Shanxis lag.

## Geographie
Shanxi liegt im Osten des Lössplateaus zwischen der nordchinesischen Ebene und dem mittleren Lauf des Gelben Flusses, welcher die Provinz im Westen und im Süden begrenzt. Im Norden verläuft die Chinesische Mauer entlang der Grenze. Nachbarprovinzen sind Shaanxi im Westen, Henan im Süden, Hebei im Osten und die Innere Mongolei im Norden.

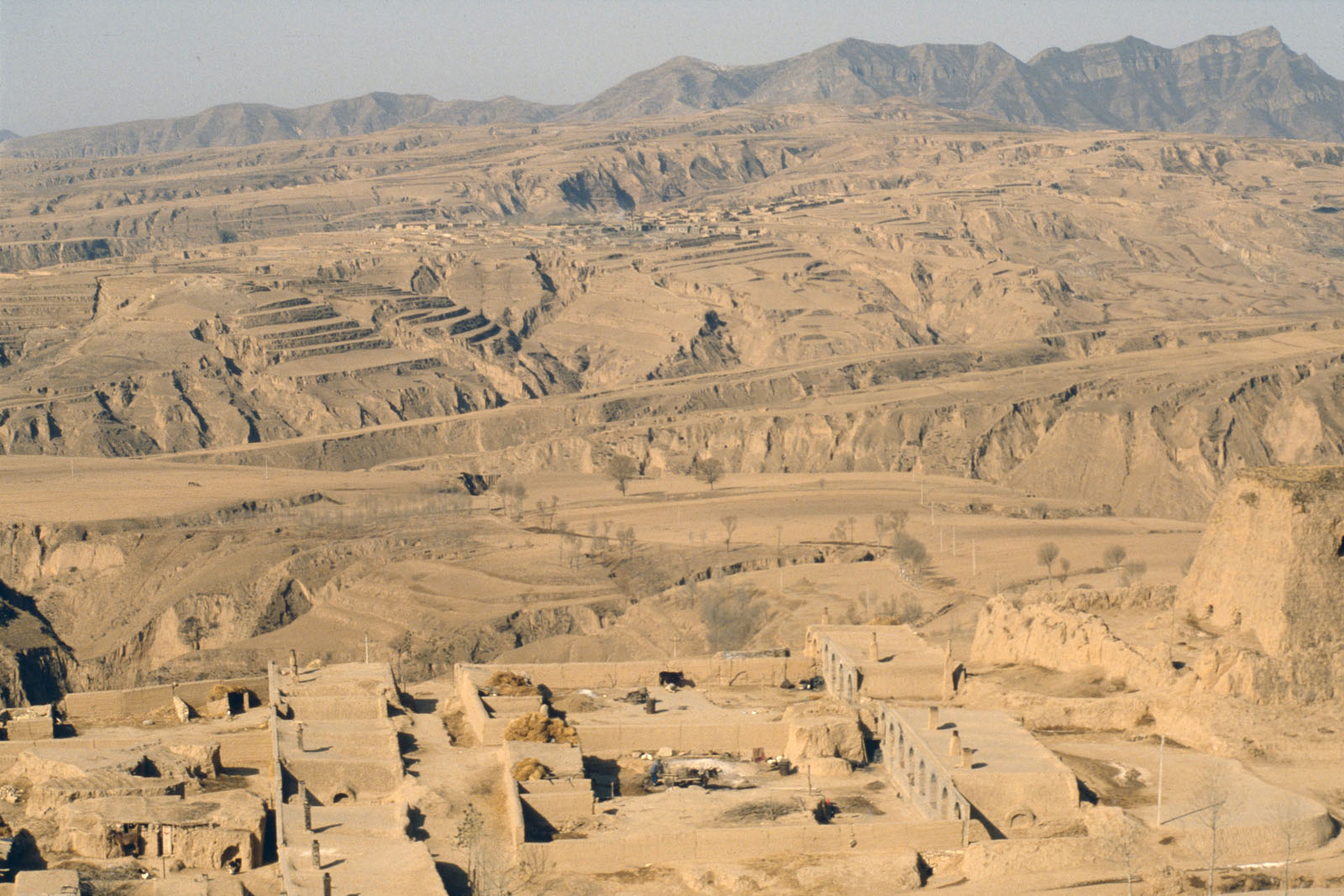
Lösslandschaft im Kreis Hunyuan, Stadt Datong

Ein großer Teil der Provinz liegt höher als 1000 m über dem Meeresspiegel. Die Höhe nimmt von Nordwesten nach Südosten hin ab. Die Provinz ist durch Gebirge, Hügelland und Ebenen vielfältig strukturiert. Gebirge machen 67,5 % der Fläche der Provinz aus. Im Westen dominiert der Taihangshan (bis 2322 m). Daneben erstrecken sich von Norden nach Süden die Gebirge Hengshan (bis 2017 m), Wutaishan (bis 3058 m), Taiyueshan (bis 2567 m) und Zhongtiaoshan (bis 2322 m). In der Mitte der Provinz findet sich eine  niedrig gelegenere Region, das Mittel-Shanxi-Becken, das durch Verwerfungen in Nord-Süd-Richtung entstand. Es umfasst die Flusstäler der Flüsse Datong, Xinzhou, Taiyuan, Linfen und Yuncheng, die allmählich von 1000 Meter auf 250 Meter abfallen. Im Westen von Shanxi findet sich ein Tafelland, das vom Lülianshan dominiert wird. Dieses Gebiet ist stark von Erosion geprägt, so dass sich zahlreiche steil eingeschnitte Täler finden.
Das Klima in Shanxi ist kalt und trocken. Die Temperaturen liegen im Jahresdurchschnitt im Norden bei etwa 5 °C und im Süden bei etwa 15 °C. Die  frostfreie Periode dauert im Norden etwa vier und im Süden etwa sieben Monate. Der Jahresniederschlag nimmt von Nordwesten nach Südosten zu und beträgt 350 bis 700 mm. Etwa 60 % der Niederschläge fallen im Sommer.
Wichtige Flüsse sind Gelber Fluss, Fen He, Sanggang He und Hutuo He.

## Geschichte
Shanxi gehört zu den Wiegen der chinesischen Kultur. Unter anderem hat sich in Shanxi im Neolithikum die frühe Xia-Dynastie herausgebildet. Insbesondere der fruchtbare Süden der Provinz mit seinen Lössböden gehörte zu diesem Kern. Die archäologischen Funde im Norden der Provinz belegen die Erschließung dieses Gebietes durch die Zhou-Dynastie (1100–771 v. Chr.).
Während der Zeit der Streitenden Reiche gehörte die Region zuerst zum Königreich Jin (Hauptstädte u. a. in Linfen und Quwo), dann zu den Reichen Wei und Zhao. Nach der Einigung des Reiches durch Qin Shihuangdi war dieses Territorium ein ständiger Bestandteil Chinas. Unter der Han-Dynastie begann die Förderung der Kohlevorkommen bei Datong (Tatung).
Die Tang-Dynastie (618–907) ist in Taiyuan in der Provinz Shanxi entstanden. Aufgrund der historischen Bedeutung bzw. dem Einfluss und Stärke der Tang-Dynastie in der Geschichte wurde der Begriff „Tang Ren“ (唐人,  Tángrén – „Menschen der Tangzeit“) in der chinesischen Sprache zum Synonym für Chinesen allgemein. Während der Tang-Dynastie wurde die Region Hedong (河東 / 河东,  Hédōng), wörtl. „östlich des (Gelben) Flusses“, genannt. Die Kaiserin Wu Zetian, Chinas einzige Herrscherin, wurde in der Provinz Shanxi geboren.
Während Ming- und Qing-Dynastien war die Stadt Pingyao das Finanzzentrum Chinas.
1556 war auch die Provinz Shanxi durch das schwere Erdbeben in Shaanxi betroffen.
Bei der Hungersnot 1876–79 starben mehrere Millionen Menschen.
Um 1900 breitete sich der Boxeraufstand auf Shanxi aus, und seit der Revolution von 1911 wurde die Provinz durch den Militärgouverneur Yan Xishan beherrscht und wiederaufgebaut. Im zweiten Chinesisch-Japanischen Krieg war die Provinz von 1937 bis 1945 durch die Japaner besetzt. 1947 übernahmen die Kommunisten unter Mao Zedong, deren Basis im benachbarten Yan’an lag, die Macht.

## Administrative Gliederung
Auf Bezirksebene setzt sich Shanxi aus elf bezirksfreien Städten zusammen (2020). Auf Kreisebene war die Provinz im Jahr 2020 in 117 Verwaltungseinheiten unterteilt: 26 Stadtbezirke, 11 kreisfreie Städte und 80 Kreise. Auf Gemeindeebene bestanden im selben Jahr 1395 Verwaltungseinheiten: 207 Straßenviertel, 579 Großgemeinden und 610 Gemeinden.
| Region                  | Chin.  | Hanyu Pinyin | Fläche (km²) | Einwohner (2020) | Verwaltungs- sitz |
| ----------------------- | ------ | ------------ | ------------ | ---------------- | ----------------- |
| Shanxi                  | 山西省 | Shānxī Shěng | 156.697,79   | 34.915.616       | Taiyuan           |
| – Bezirksfreie Städte – |        |              |              |                  |                   |
| Taiyuan                 | 太原市 | Tàiyuán Shì  | 6.909,01     | 5.304.061        | Xinghualing       |
| Datong                  | 大同市 | Dàtóng Shì   | 14.056,40    | 3.105.591        | Pingcheng         |
| Yangquan                | 阳泉市 | Yángquán Shì | 4.558,93     | 1.318.505        | Chengqu           |
| Changzhi                | 长治市 | Chángzhì Shì | 13.955,22    | 3.180.884        | Luzhou            |
| Jincheng                | 晋城市 | Jìnchéng Shì | 9.424,87     | 2.194.545        | Chengqu           |
| Shuozhou                | 朔州市 | Shuòzhōu Shì | 10.625,39    | 1.593.444        | Shuocheng         |
| Jinzhong                | 晋中市 | Jìnzhōng Shì | 16.391,98    | 3.379.498        | Yuci              |
| Yuncheng                | 运城市 | Yùnchéng Shì | 14.182,78    | 4.774.508        | Yanhu             |
| Xinzhou                 | 忻州市 | Xīnzhōu Shì  | 25.151,55    | 2.689.668        | Xinfu             |
| Linfen                  | 临汾市 | Línfén Shì   | 20.302,16    | 3.976.481        | Yaodu             |
| Lüliang                 | 吕梁市 | Lǚliáng Shì  | 21.139,50    | 3.398.431        | Lishi             |

### Größte Städte
Die zehn größten Städte der Provinz mit Einwohnerzahlen der eigentlichen städtischen Siedlung auf dem Stand der Volkszählung 2020 sind die folgenden:
| Rang | Stadt    | Einwohnerzahl |
| 1    | Taiyuan  | 4.303.673     |
| 2    | Datong   | 1.850.000     |
| 3    | Changzhi | 1.050.000     |
| 4    | Jinzhong | 0.716.222     |
| 5    | Linfen   | 0.696.393     |
| 6    | Yuncheng | 0.692.003     |
| 7    | Yangquan | 0.647.272     |
| 8    | Jincheng | 0.574.665     |
| 9    | Shuozhou | 0.477.035     |
| 10   | Xinzhou  | 0.384.424     |

## Bevölkerung
| Jahr | Einwohnerzahl |
| ---- | ------------- |
| 1954 | 14.314.485    |
| 1964 | 18.015.067    |
| 1982 | 25.291.389    |
| 1990 | 28.758.846    |
| 2000 | 32.471.242    |
| 2010 | 35.712.101    |
| 2020 | 34.915.616    |

Bei der Volkszählung 2020 wurde eine ständige Bevölkerung von 34.915.616 Personen ermittelt. Im Vergleich zur vorangegangenen Volkszählung 2010 hatte die Einwohnerzahl um 796.495 Personen abgenommen (−2,23 %).
Beim Zensus 2002 wurden 32.368.083 Angehörige der Han-Nationalität, das sind 99,68 % der Bevölkerung, gezählt. Weitere ethnische Gruppen sind die Hui mit 0,19 % der Bevölkerung, die Mandschu mit 0,04 %, die Mongolen mit 0,03 % und die Miao mit 0,01 %.

## Wirtschaft und Verkehr

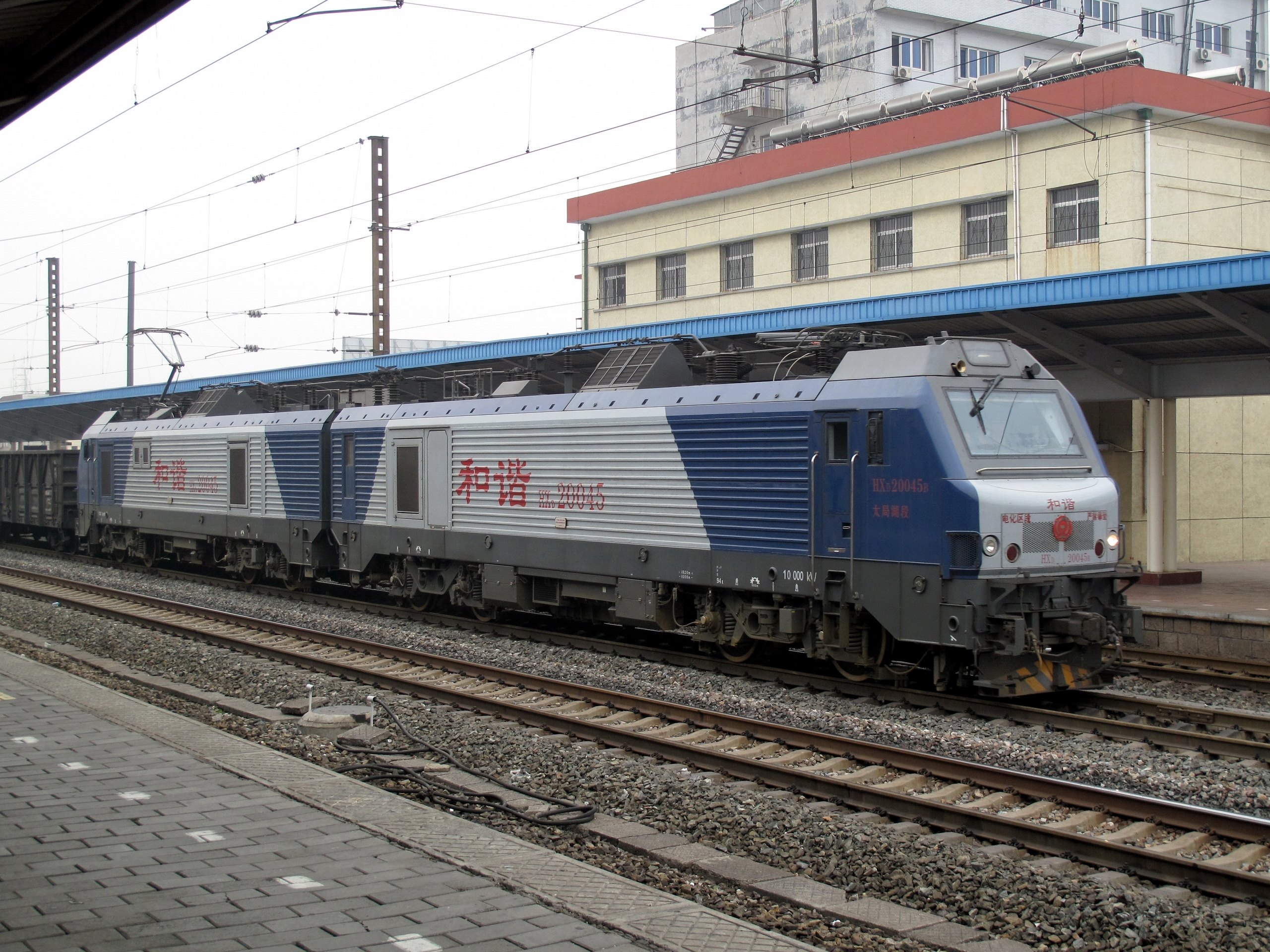
Eine Doppellokomotive der CR-Baureihe HXD2 vor einem aus Shanxi kommenden Kohlezug

Shanxi verfügt über sehr reiche Vorkommen an Kohle und anderen Rohstoffen, wie zum Beispiel Bauxit, Kupfer, Aluminium und Schwefel. Die Kohlereviere machen 37 Prozent der Fläche Shanxis aus und beherbergen mit 200 Milliarden Tonnen ein Drittel der Kohlevorkommen Chinas. Kohle aus Shanxi wird exportiert und in mehr als 20 Provinzen, regierungsunmittelbare Städte und autonome Gebiete geliefert. Ferner sind die Erzeugung von Stahl, der Maschinenbau, die chemische Industrie und die Textilindustrie, mit Baumwollexport, wichtige Wirtschaftszweige. Der Transport der Güter, insbesondere der Kohle, erfolgt vorrangig über das chinesische Schienennetz. Von den 20 größten Güterbahnhöfen der Volksrepublik China gemessen an der Menge der verladenen Güter in Tonnen befanden sich im Jahr 2012 alleine 15 in der Provinz Shanxi. Wichtige Knotenpunkte sind Datong, wo die Bahnstrecke Datong–Puzhou und die Bahnstrecke Datong-Qinhuangdao beginnen, und die Hauptstadt Taiyuan.
In der Landwirtschaft sind der Anbau von Weizen, Hirse und Gaoliang (高粱,  gāoliang, eine Gattung der Sorghum-Hirse, aus der man gern einen hochprozentigen Schnaps brennt) im Terrassenfeldbau von Bedeutung, sowie die Schweinezucht.
Das Bruttoinlandsprodukt betrug im Jahr 2003 245,7 Milliarden RMB und 7410 RMB pro Kopf.
Im Juni 2007 befreite die Polizei in Shanxi und Henan Hunderte Sklavenarbeiter, darunter Dutzende Kinder, aus Kohlebergwerken und Ziegeleien. Es handelte sich mehrheitlich um Arbeitssuchende aus ländlichen Gebieten in Henan, die in die Fänge illegaler Arbeitsvermittler geraten waren.

## Sehenswürdigkeiten
- Über den Heng Shan sind verschiedene Denkmäler verstreut. Am berühmtesten ist das Hängende Kloster, das in der Nähe vom Pass des Goldenen Drachen an eine steile Felswand 30 Meter über den Talboden gebaut wurde. Das im 6. Jahrhundert entstandene Kloster besteht aus 40 kleinen Hallen und Pavillons. Gestützt werden die Bauten von Balkenkonstruktionen, die in Felsspalten verankert sind.
- 16 Kilometer südwestlich von Datong liegen die Yungang-Grotten, bekannt für ihre Höhlentempel mit zahlreichen buddhistischen Statuen aus dem 5. und 6. Jahrhundert. Als herausragendes Beispiel für buddhistische Höhlen- und Steinmetzkunst sind die Yungang-Grotten seit 2001 Teil des UNESCO-Weltkulturerbe.
- Die Stadt Pingyao, 80 Kilometer südwestlich von Taiyuan, ist vor allem bekannt wegen ihres guterhaltenen Stadtbilds aus den Ming- und Qingdynastien. 1997 wurde Pingyao in das UNESCO-Weltkulturerbe aufgenommen.
- Das Wutai-Gebirge bildet die höchste Erhebung der Provinz. Das Gebirge gilt als Residenz des Bodhisattva der Weisheit Manjushri und ist das wichtigste der vier heiligen Gebirge des chinesischen Buddhismus.

## Bildung
- Technische Universität Taiyuan
- Shanxi Universität
- Medizinische Universität Shanxi

## Söhne und Töchter der Stadt
- Sun Fajing (* 1996), Tennisspieler